# Perca de riu

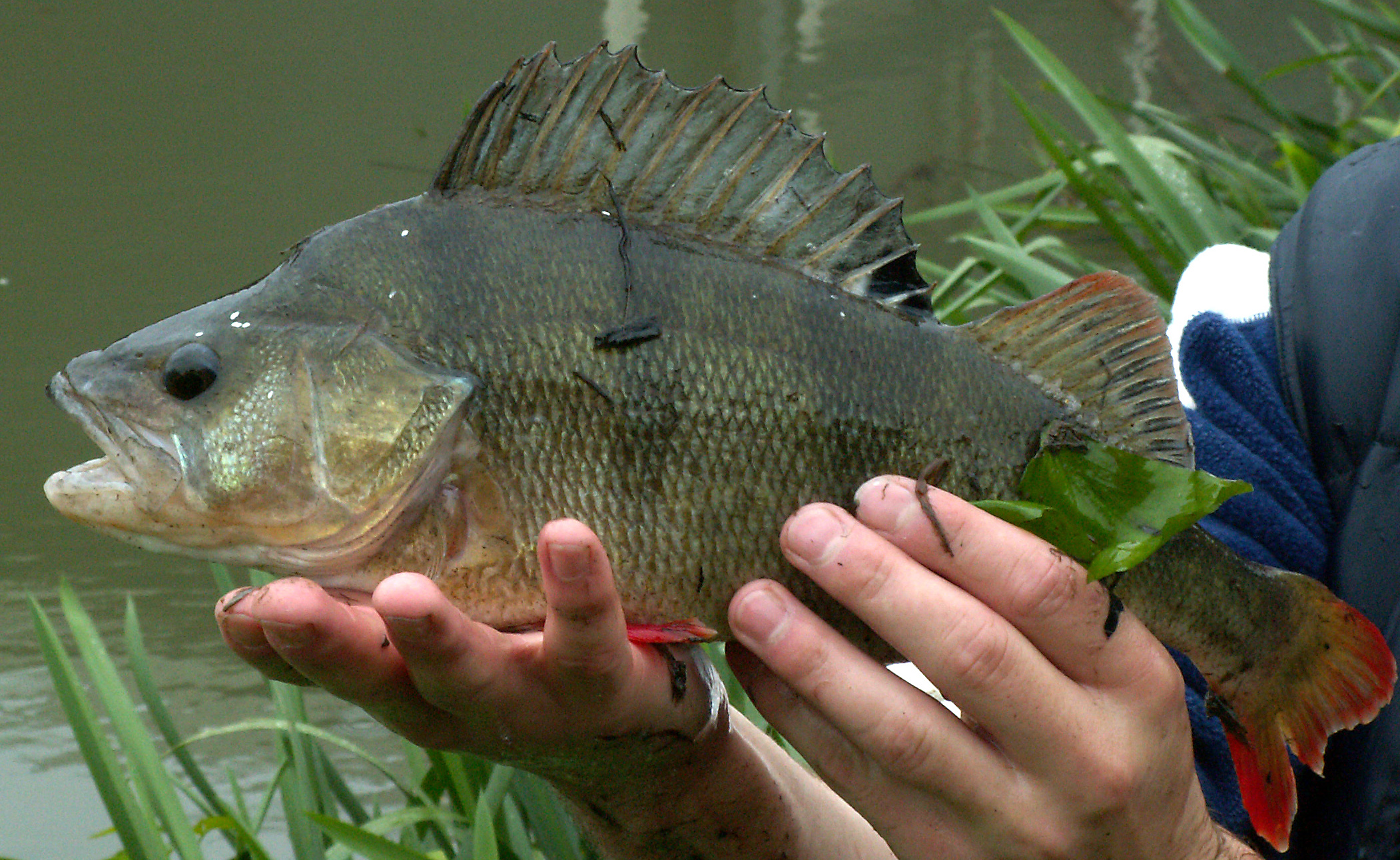
Exemplar capturat a Utrecht (Països Baixos).

La perca de riu (Perca fluviatilis ) és una espècie de peix de la família dels pèrcids i de l'ordre dels perciformes. És un peix d'aigua dolça que tant pot habitar en llacs com a rius mitjans.

## Morfologia
Els mascles poden assolir els 60 cm de longitud total i els 4,750 g de pes.

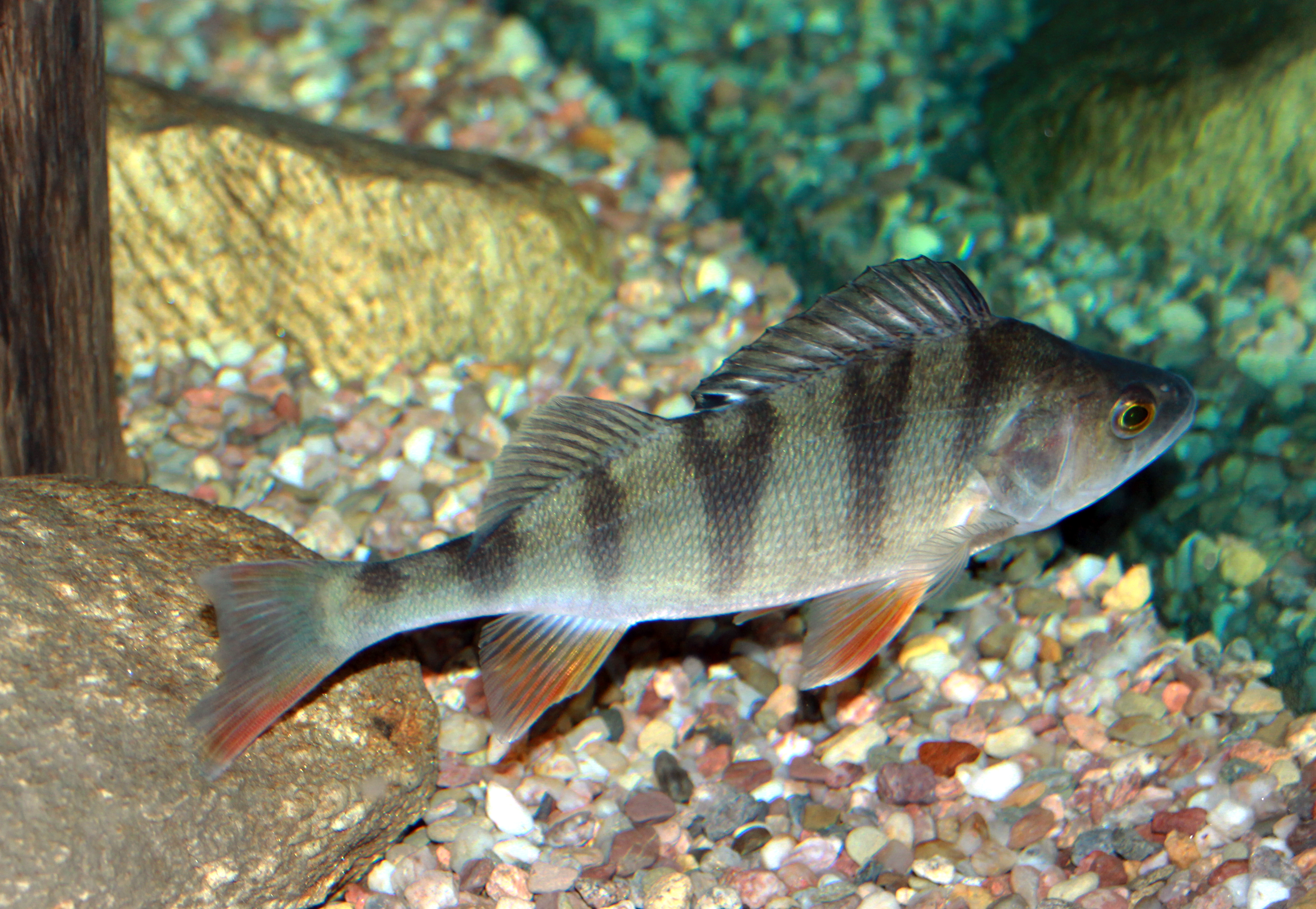

## Distribució geogràfica
Es troba a Europa i Sibèria (llevat de la península Ibèrica i Itàlia, però incloent-hi Grècia).

## Consum
Aquesta espècie té interès culinari degut al seu gust suau i a les poques espines que en porta la carn. Se'n recomana un consum moderat en cas que provingui del seu estat salvatge, ja que, tot i que no és una espècie amenaçada, tampoc és de consum local i es distribueix congelada. I es recomana que no es consumeixi quan prové de piscifactoria.
Com es pesca

## Semiindustrial
És la pesca a mitjana escala, té relació amb els pescadors, però la constitució piramidal de l'empresa és més clara.
Artesanal: La pesca artesanal és la que es fa a petita escala, aquella que està estretament lligada a la vida dels pescadors, el que es pesca aquell dia és venut o com a molt congelat.